# Грюнберг (Гессен)
Грюнберг (нім. Grünberg) — місто в Німеччині, знаходиться в землі Гессен. Підпорядковується адміністративному округу Гіссен. Входить до складу району Гіссен.
Площа — 89,25 км2. Населення становить 13 706 ос. (станом на 31 грудня 2020).